# Jaroslav Melnik
Pour les articles homonymes, voir Melnik.
Jaroslav Melnik  (en lituanien : Jaroslavas Melnikas, en ukrainien : Yaroslav Melnyk / Ярослав Мельник), né le 6 février 1959 à Smyha en Ukraine occidentale, est un écrivain et philosophe lituanien et ukrainien. 
Il écrit des livres en prose, de critique et de philosophie qui ont été d'abord été publiés en Lituanie et en Ukraine. Ses œuvres ont notamment été traduites en français, anglais, allemand, espéranto, italien, polonais, croate, roumain et biélorusse.

## Biographie
Les parents de Jaroslav Melnik, ukrainiens, condamnés à mort puis déportés pour « propagande anti-soviétique » font connaissance dans les camps. D'après La Croix, « ses parents se sont connus au goulag, il est, lui, un enfant de Staline. Il parle de tout ça avec douceur, de ses livres de philosophie où il médite en bon dostoïevskien sur les relations du péché avec la liberté ».
Malgré son statut suspect de « fils de prisonnier politique », il obtient le diplôme de la faculté de philologie de l’université d’État de Lviv (Ukraine) et poursuit ses recherches à Moscou à l'Institut de littérature Maxime-Gorki. Dès 1989, Jaroslav Melnik vit et travaille à Vilnius en Lituanie. Francophone, il a séjourné plusieurs fois en France.

## Réception
Le roman Les parias d'Eden de Jaroslav Melnik, paru chez Robert Laffont, est salué par la critique. Selon la revue Lire, « en racontant comme autant de contes pour adultes l’histoire de six personnages plongés avec délectation dans le plus grand des désordres, Jaroslav Melnik s’interroge avec une grande justesse sur les tabous qui limitent la liberté humaine ».
Pour ses livres, Melnik a obtenu de nombreux prix et nominations (prix Kuntchinas, 2008, le premier prix pour la meilleure nouvelle lituanienne en 2009, la nomination pour « Le Prix du livre européen », 2010, la nomination en 2012, 2013, 2014, 2016) qui l'ont fait connaître comme « néo-symboliste » et « auteur mystique ». 
Son roman Espace lointain (intitulé aussi Tolima erdve, Distant space, Remote Space) est consacré aux problèmes du contrôle d’État exercé sur ses citoyens. Il s'agit d'un roman de science-fiction, une dystopie, dont Télérama souligne la forme, qui est un « mélange de récit, d’extrait de journaux, d’émissions de radio, d’écrits intimes, de bouts de propagande » qui « tisse par fragments [...] un monde crédible ». Le libraire Decitre présente Jaroslav Melnik comme successeur de Ray Bradbury et George Orwell et estime que son roman « fait réfléchir sur nos propres sociétés » et « interroge [...] les notions de liberté et de libre-arbitre ».
Espace lointain est sélectionné parmi les cinq meilleurs livres de l’année 2009 en Lituanie. En 2013, il est reconnu comme le meilleur livre de l'année 2013 en Ukraine par la BBC. En 2017, il est traduit en français et publié en France (Agullo),. En 2018, Espace lointain devient Meilleur Livre de l'Année en France dans la catégorie Imaginaire du Prix Libr’à nous, dont le jury est composé de 250 libraires. Le roman a été réédité en 2018 dans un format de poche par Le Livre de poche.
Son roman Macha, ou le IVe Reich (Maša, arba Postfašizmas) a été sélectionné parmi les cinq meilleurs livres (shortlist) de l’année 2014 en Lituanie. En 2016 le roman a été publié en Ukraine.  Il a été sélectionné comme finaliste du prix BBC Livre de l'année 2016 et est devenu un best-seller. Le roman a été publié en France par Actes Sud en juillet 2020.

### Critiques de la presse
« Un prenant roman initiatique »

— Le Monde

« Raconté avec une grande finesse »

— Télérama

« À lire avec les yeux fermés! »

— Le Canard enchaîné

« Écriture très cinématographique »

— Le Point

« Pourquoi se priver d’un tel bijou ? »

— 20 minutes

« À mi-chemin entre Tarkovski et Saramago »

— Addict-Culture

« On revient aux fondamentaux de la SF, ceux de Poul Anderson, de Clifford Simak, Brian Aldiss ou Isaac Asimov... Il y a un moment que la SF ne nous avait pas livré une œuvre de ce niveau »

— La Cause Littéraire

## Œuvres

### Romans
- Les Parias d'Éden, Robert Laffont, coll. « Pavillons/Domaines de l'Est », 1997 ((ru) Poznavšie plod), trad. Christophe Glogowski (d), 138 p.  (ISBN 2-221-08429-2)
- (lt) Prosto Tsvetok, 2001
- Espace lointain, Agullo, 2017 ((lt) Tolima erdvė, 2008), trad. Margarita Barakauskaité-Le Borgne, 320 p.  (ISBN 979-10-95718-24-6)Réédition, Le Livre de poche, coll. « Imaginaire » no 35187, 2018, 384 p. (ISBN 978-2-253-08359-7)
- Macha ou le IVe Reich, Actes Sud, coll. « Exofictions », 2020 ((lt) Maša, arba Postfašizmas, 2013), trad. Michèle Kahn, 281 p.  (ISBN 978-2-330-13492-1)
- L'Oiseau qui buvait du lait, Actes Sud, coll. « Actes noirs », 2023 ((lt) Daugaus valdovai, 2016), trad. Michèle Kahn, 496 p.  (ISBN 978-2-330-17195-7)
- Je ne me lasse pas de vivre, Actes Sud, coll. « Exofictions », 2024 ((lt) Pust svegda budu ia, 2022), trad. Laurence Foulon, 384 p.  (ISBN 978-2-330-19799-5)

### Recueils de nouvelles
- (lt) Rojalio kambarys, 2004
- (lt) Pasaulio pabaiga, 2006
- (lt) Kelias į rojų, 2010Nommé pour le prix du livre européen[23]
- (uk) Telefonui meni, hovory zi mnoju, 2012
- (lt) Anoreksija, 2014

### Recueils de poèmes
- (lt) Ridna, 1992

### Essais
- (lt) Gyvenimas bes globos, 1994
- (uk) Svoboda, ili grekh, 1996
- (lt) Labai keistas namas: 88 romanai, 2008
- (lt) Paryžiaus dienoraštis, 2013

### Critiques
- (lt) Siloju vogniu i slova, 1991